# Sumberdalem
Sumberdalem is een bestuurslaag in het regentschap Wonosobo van de provincie Midden-Java, Indonesië. Sumberdalem telt 3327 inwoners (volkstelling 2010).